# Signorsì
Signorsì è il primo romanzo scritto da Liala. Pubblicato per la prima volta nel 1931 , ebbe poi un seguito, Settecorna.

## Trama
I due amici Furio di Villafranca e Mino Sant'Elmo, entrambi aviatori, sono giovani e spensierati e vivono l'amore alla giornata con donne facili, che dimenticano subito. Ma è l'incontro con Renata che cambierà la vita a Furio. Egli per la prima volta si innamora veramente. La donna abita con la zia, una persona dal carattere rigido e severo, che l'ha accolta nella propria casa dopo l'uccisione della madre ad opera del marito geloso e il suicidio di quest'ultimo. Renata è cresciuta con la convinzione che  in ogni uomo si nasconda l'insidia e che nella sua stessa bellezza, invece, alberghi il pericolo. I due intrecciano una relazione dopo che l'aviatore ha eseguito numerose acrobazie sopra la casa dove abitano Renata e la zia ammarando poi ogni volta nei pressi della loro abitazione. Nella giovane donna, però, l'ossessione di assomigliare alla madre è sempre presente e si manifesta all'improvviso quando lo sgomento e il successivo malore nell'apprendere che l'aereo di Furio è caduto le fanno perdere il bambino che attendeva da lui. Si scopre poi però che l'aereo era quello di Mino.

## Edizioni
- Liala, Signorsì: romanzo, A. Mondadori, Verona 1933
- Liala, Signorsì: romanzo, Sonzogno, Milano 1942
- Liala, Signorsi: romanzo, Casa Editrice Sonzogno, Milano 1974
- Signorsì ("lo scrigno di Liala"), Fabbri, Milano 1981
- Liala, Signorsì, parte prima, Sonzogno, Milano 1984
- Liala, Signorsì, parte seconda, Sonzogno, Milano 1984
- Liala, Signorsì, Fabbri, Milano ©2001, stampa 2002